# Красноярское (Ставропольский край)
Красноя́рское — село в Андроповском районе (муниципальном округе) Ставропольского края России.

## Этимология
Происхождение названия связывают с карьером красной глины.
Варианты названия
- Красноярский[4].

## География
Село расположено у северного подножия Воровсколесской гряды в пределах Ставропольской возвышенности. Восточнее села проходит Большой Ставропольский канал.
В 10 км восточнее — районный центр Курсавка.
В 5 км юго-восточнее — станица Воровсколесская.
В окрестностях села есть 2 леса с разнообразными видами деревьев, включая фундук, а также несколько прудов и озёр с рыбой и раками.

## История
Село Красный Яр было основано в 1922 году переселенцами из села Казинка, хутора Лиман и станицы Воровсколесская на землях, ранее принадлежащих землевладельцам Калмыкову и Шияну.
Во время Великой Отечественной войны на фронт ушло более 200 жителей села. Среди них — Феофилакт Андреевич Зубалов, ставший в 1943 году Героем Советского Союза. С войны не вернулось 109 жителей.
С августа 1942 года по 17 января 1943 года село было оккупировано немцами.
До 16 марта 2020 года село было административным центром сельского поселения Красноярский сельсовет.

## Население
| 1959  | 1970  | 1979  | 1989  | 1999  | 2002  | 2008  |
| ----- | ----- | ----- | ----- | ----- | ----- | ----- |
| 625   | ↗717  | ↘608  | ↗850  | ↗1105 | ↘1078 | ↗1109 |
| 2010  | 2011  | 2014  | 2021  |       |       |       |
| ↗1134 | ↗1173 | ↗1200 | ↘1037 |       |       |       |

По данным переписи 2002 года 54 % населения — русские.
Остальное население: греки, чеченцы, дагестанцы, карачаевцы, черкесы и др.

## Инфраструктура
Село газифицировано, есть водопровод, дом культуры, детский сад, амбулатория, предприятия сельского хозяйства.
Средняя общеобразовательная школа № 3 им. Ф. А. Зубалова. Открыта 5 октября 1955 года
В границах Красноярского расположены три кладбища.

## СМИ
- Периодическое печатное издание Красноярского сельсовета «Наше время»[18].